# Jaguaruna
Jaguaruna is een gemeente in de Braziliaanse deelstaat Santa Catarina. De gemeente telt 16.418 inwoners (schatting 2009).

## Aangrenzende gemeenten
De gemeente grenst aan Içara, Laguna, Sangão, Treze de Maio en Tubarão.

## Verkeer en vervoer
De plaats ligt aan de noord-zuidlopende weg BR-101 tussen Touros en São José do Norte. Daarnaast ligt ze aan de wegen SC-100, SC-441 en SC-442.
Bij de plaats ligt de luchthaven Aeroporto Regional Humberto Ghizzo Bortoluzzi.